# イルヴァラ
イルヴァラ (Ilvala)とは、インド神話に登場するアスラ族の悪鬼である。イルヴァラという名は「思慮が欠けた者」、「落ち着きの無い者」を意味する。ヴァタピ（あるいはヴァータピ）という名の弟を持つ。ヴァタピの名は「すべての命を飲みこむもの」または「死」を意味する。
イルヴァラ・ヴァタピ兄弟は残忍な方法でバラモンを殺すことを趣味としていた。その方法とは、以下の通りである。まず、ヴァタピが動物に化ける。次にイルヴァラがバラモンを晩餐会に招き、ヴァタピが化けた動物を食肉として解体・調理し、客に料理としてふるまう。最後に、ヴァタピの肉片を食べた人間に向かってイルヴァラが「ヴァタピよ来い！」と呼びかけると、元の姿に戻ったヴァタピがその人間の腹を食い破りながら現れる。
しかし聖仙アガスティヤにはこの方法は全く通用せず、アガスティヤはそのままヴァタピを消化して殺した。こうしてイルヴァラ兄弟は敗れ、人々の恐怖は去った。